# Liste der Monuments historiques in Chevigney-lès-Vercel
Die Liste der Monuments historiques in Chevigney-lès-Vercel führt die Monuments historiques in der französischen Gemeinde Chevigney-lès-Vercel auf.

## Liste der Objekte
| Bezeichnung                             | Beschreibung                                                  | Standort                                | Kennzeichnung | Schutzstatus | Datum | Bild |
| --------------------------------------- | ------------------------------------------------------------- | --------------------------------------- | ------------- | ------------ | ----- | ---- |
| Adlerpult                               | Holz, Ende des 17. Jahrhunderts                               | in der Kirche Sts-Pierre-et-Paul (Lage) | PM25000552    | Classé       | 1928  |      |
| Zwei Reliquiengräber                    | in den Seitenaltären; Holz, farbig gefasst, 17. Jahrhundert   | in der Kirche Sts-Pierre-et-Paul (Lage) | PM25000553    | Classé       | 1928  |      |
| Gemälde Marienkrönung                   | Ölfarbe auf Leinwand, bezeichnet 1633                         | in der Kirche Sts-Pierre-et-Paul (Lage) | PM25000554    | Classé       | 1928  |      |
| Taufschale mit Deckel                   | umgenutzte Suppenschüssel; Zinn, 18. oder 19. Jahrhundert     | in der Kirche Sts-Pierre-et-Paul (Lage) | PM25002003    | Inscrit      | 1975  |      |
| Gemälde Schwarze Madonna von Einsiedeln | Ölfarbe auf Leinwand, Holzrahmen, 17. Jahrhundert             | in der Kirche Sts-Pierre-et-Paul (Lage) | PM25002004    | Inscrit      | 2003  |      |
| Gemälde Martyrium einer Heiligen        | Ölfarbe auf Leinwand, Holzrahmen, Anfang des 17. Jahrhunderts | in der Kirche Sts-Pierre-et-Paul (Lage) | PM25002005    | Inscrit      | 2003  |      |